# Kai Ove Stokkeland
Kai Ove Stokkeland (Egersund, 27 gennaio 1978) è un ex calciatore norvegese, di ruolo centrocampista.

## Carriera

### Club
Stokkeland ha iniziato la carriera nell'Egersund. È passato poi al Bryne, squadra militante in 1. divisjon. A seguito della promozione del 1999, il 9 aprile 2000 ha potuto debuttare nell'Eliteserien: è subentrato a Jonas Jonsson nel successo per 4-2 sullo Start. Il 22 ottobre ha segnato la prima rete, sancendo il successo per 1-0 sull'Odd Grenland. Ha giocato nella massima divisione norvegese per 4 stagioni consecutive. Il 14 dicembre 2012, è stato annunciato il suo ritorno all'Egersund a partire dal 1º gennaio successivo.
Dopo un biennio all'Egersund, in data 19 gennaio 2015 è passato al Rosseland, formazione in cui avrebbe ricoperto anche il ruolo di assistente allenatore, oltre a quello di calciatore.